# Pikaia
Pikaia je dávno vyhynulý živočich ze středního kambria, nalezený v burgesských břidlicích v Britské Kolumbii (asi před 530 miliony lety), považovaný obvykle za strunatce (např. bezlebečného či snad primitivního obratlovce), ačkoliv toto zařazení je někdy zpochybňováno (koneckonců dříve byla řazena mezi mnohoštětinatce).
V současnosti je známo asi sto fosilních exemplářů. Měl podlouhlé ze stran zploštělé tělo o rozměrech v řádku několika centimetrů, zdá se, že měl také chordu, nervovou trubici a segmentované svalstvo, což by nahrávalo jeho zařazení mezi rané strunatce. Od kopinatce se nicméně liší jiným počtem žaberních štěrbin a rozsahem chordy.